# Sinopharm (compañía)
Grupo Farmacéutico Nacional de China (CNPGC), comercializada como Sinopharm (en inglés: China National Pharmaceutical Group Corp.) es una empresa farmacéutica china.
La empresa fue la accionista indirecta más importante de empresas de comercio público del Grupo Sinopharm, la farmacéutica china Fosun, China Traditional Chinese Medicine (Bolsa de Hong Kong-Hkex: 570, mayoritariamente vía Sinopharm Grupo Hongkong Co., Ltd.). Shanghai Shyndec Farmacéutica (SSE-Bolsa de Shanghái: 600420, vía un instituto de investigación propio, con sede en Shanghái) y Beijing Tiantan Biological Products (SSE: 600161, vía China Nacional Biotec Group).
Sinopharm fue supervisado por la Comisión estatal para la supervisión y administración de los activos del Estado en China.
Sinopharm entró en el ranking 205 en la lista Fortune Global 500 en 2016.
En 2020, durante la pandemia de COVID 19 desarrolló la vacuna BBIBP-CorV.
BBIBP-CorV se está utilizando en campañas de vacunación de algunos países de Asia, África, Sudamérica y Europa. Sinopharm espera producir mil millones de dosis de BBIBP-CorV en 2021. El 7 de mayo de 2021, la Organización Mundial de la Salud aprobó la vacuna para uso de emergencia y Sinopharm firmó posteriormente acuerdos de compra de 170 millones de dosis a COVAX.